# 時湖

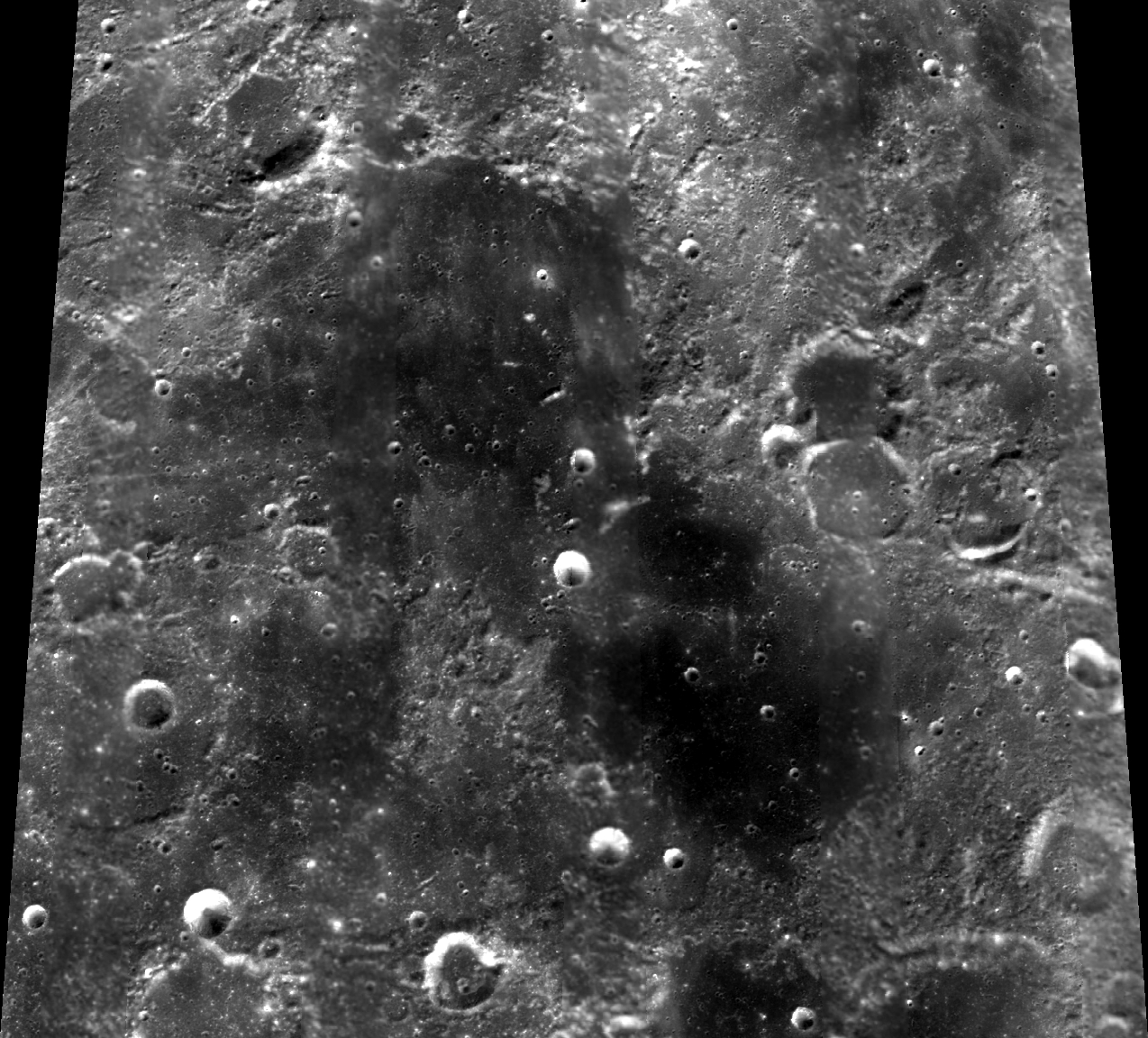
克莱门汀号在低太阳光照角度下拍摄的时令湖图像

时令湖(拉丁语:"Lacus Temporis")是月球正面东北侧的一座小月海区，大小约为190×100公里。其拉丁名称于1976年被国际天文学联合会批准采纳，其意为“时令之湖”。

## 位置及相关特征
时令湖的中心月面坐标为46°48′N 56°12′E / 46.8°N 56.2°E，周边环绕着一些无名的小月海区，其中，东南80公里处坐落着希望湖。时令湖往北70公里是已被熔岩填塞的恩底弥翁环形山，一些高程数据显示，该湖位于直径350公里的撞击坑中心附近，但是否存在这样一座已损毁的陨坑，仍有待商榷。
月湖周围分布着很多月坑(不包括无名坑和卫星坑)，东面是墨丘利环形山、东南是卡林顿陨石坑和舒马赫环形山、南面坐落着穆萨拉环形山、西南是胡克陨石坑和沙克伯勒陨石坑，而谢瓦利尔环形山和阿特拉斯环形山则位于西侧、月湖的西南(51°40′N 51°03′E / 51.67°N 51.05°E)是一座直径7公里保存完好的同心环坑。

## 描述
时令湖从西南向西北延伸约190公里，宽度达到100-120公里。它由两个大小接近的圆形区域-可能是已严重损毁并被熔岩淹没的撞击坑组成，二者连接地带有几处被熔岩覆盖的破缺陨坑遗迹和直径9公里的年轻卫星坑"谢瓦利尔 F"，它是该月湖中最大且被熔岩填塞的陨坑，也是截止2015年唯一被命名的撞击坑(不包括位于湖岸上的)。
时令湖及周边无名月海区均较希望湖更亮，其表面位于月面基准高度下1.7-1.9公里，大约与希望湖处同一水平面。但恩底弥翁环形山却高出基准月面1公里。
依据月湖中陨坑密度估测，该月湖被熔岩覆盖的时间大约在37-38亿年前。